# (456) Abnoba
(456) Abnoba es un asteroide perteneciente al cinturón de asteroides descubierto el 4 de junio de 1900 por Friedrich Karl Arnold Schwassmann y Maximilian Franz Wolf desde el observatorio de Heidelberg-Königstuhl, Alemania.
Está nombrado por Abnoba, una antigua deidad celta asimilada a Diana en el sur de Alemania durante el periodo romano.